# Carpodetus grandiflorus
Carpodetus grandiflorus är en tvåhjärtbladig växtart som beskrevs av Schlechter. Carpodetus grandiflorus ingår i släktet Carpodetus och familjen Rousseaceae. Inga underarter finns listade i Catalogue of Life.